# U-434
Le U-434 (identification russe: Б-515, B-515) est un sous-marin soviétique de la classe Projekt 641B Som (classification de l'OTAN, classe Tango). C'est maintenant un navire musée sur l'Elbe au centre de Hambourg.

## Historique
Le sous-marin a été lancé en avril 1979 de l'usine n°112 Krasnoïé Sormovo à Nijni Novgorod. Après huit mois de construction, le sous-marin a été mis en service en décembre 1979 au sein de la flotte du Nord. Il possède un revêtement en caoutchouc épais à l'extérieur pour le rendre moins visible sur le sonar. Après l'effondrement de l'Union soviétique, le U-434 a été mis hors service en avril 2002.

### Préservation
Le navire a été vendu pour devenir un navire musée : diverses pièces et installations ont été supprimées, en partie pour créer de l'espace pour les visiteurs. 
En août 2002, le sous-marin a été remorqué de Mourmansk à Hambourg parce que sa propre propulsion ne fonctionnait plus. Le 9 novembre 2002, le sous-marin a été ouvert au public.

## Galerie

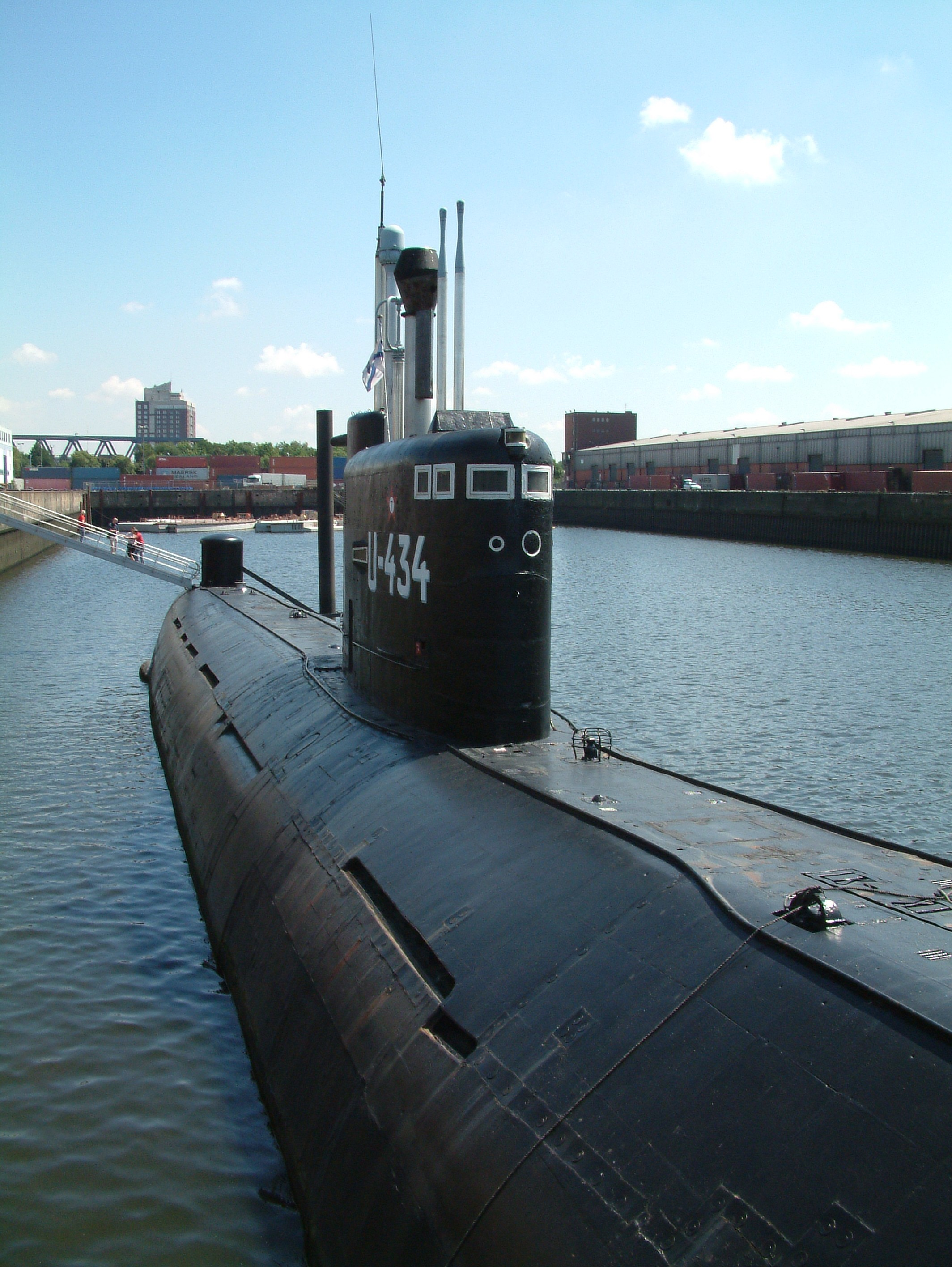
U-434
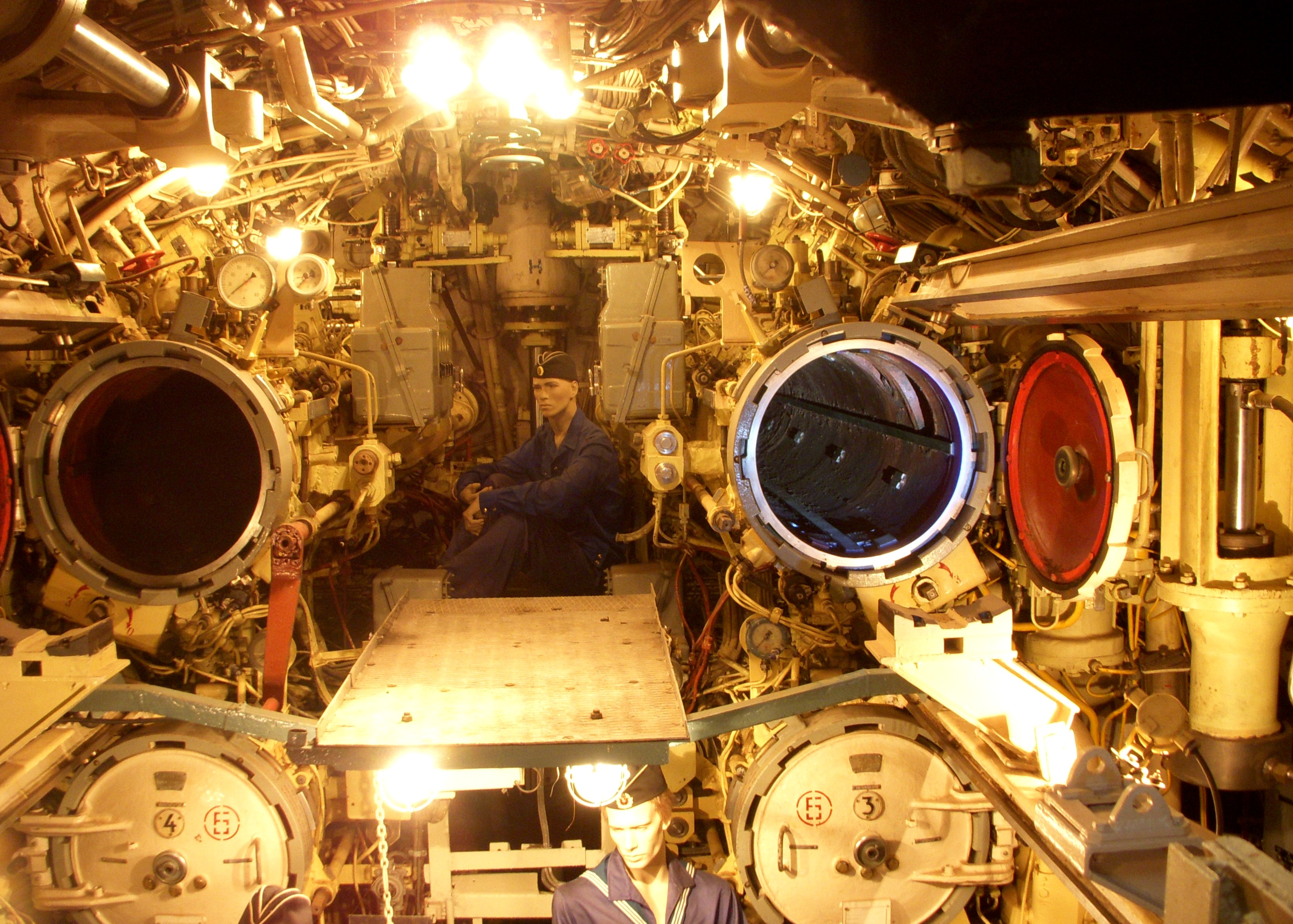
Salle des tubes torpilles

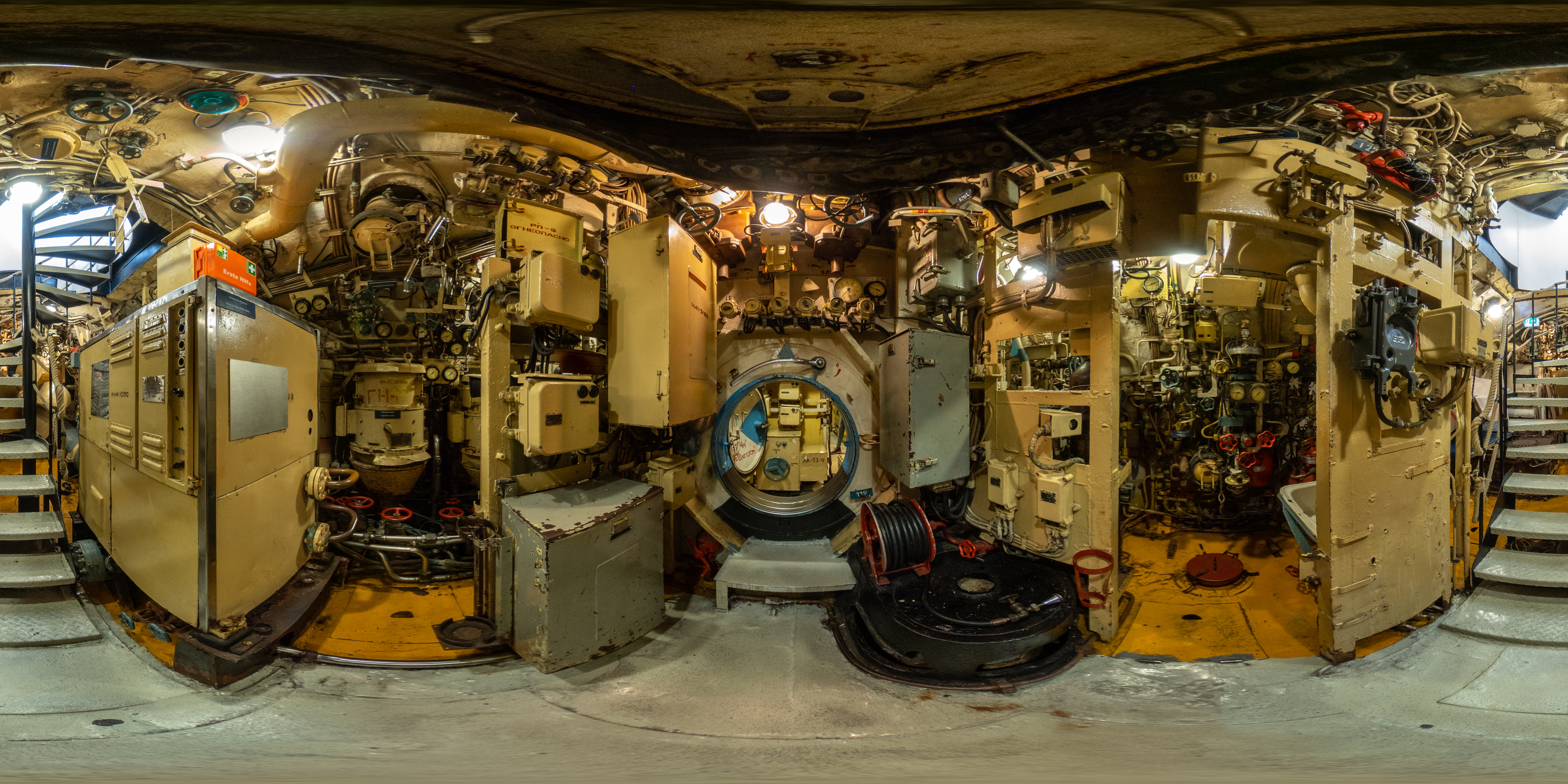
Panorama de l'intérieur du U-434. Septembre 2020.

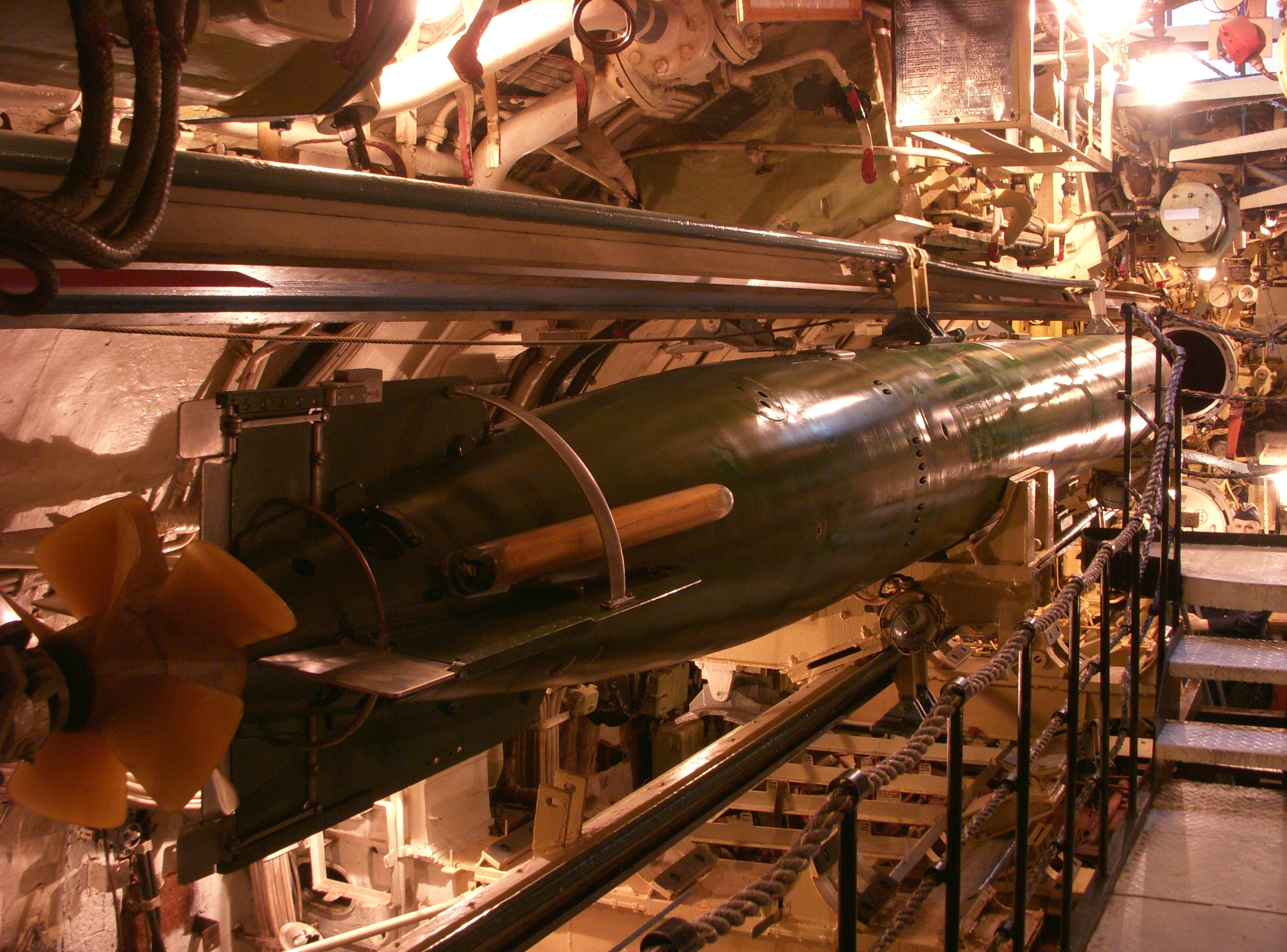
Une torpille
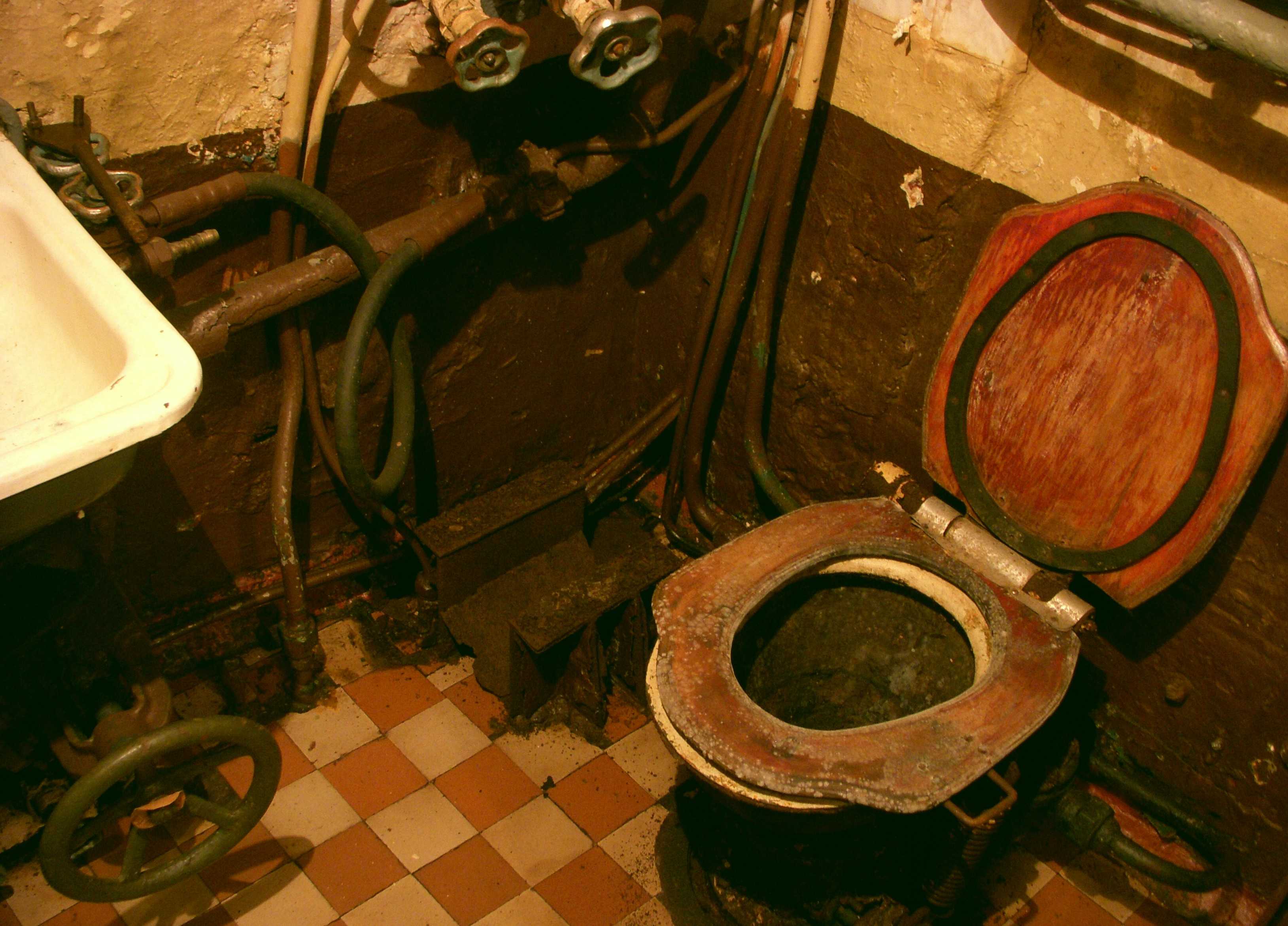
W-C
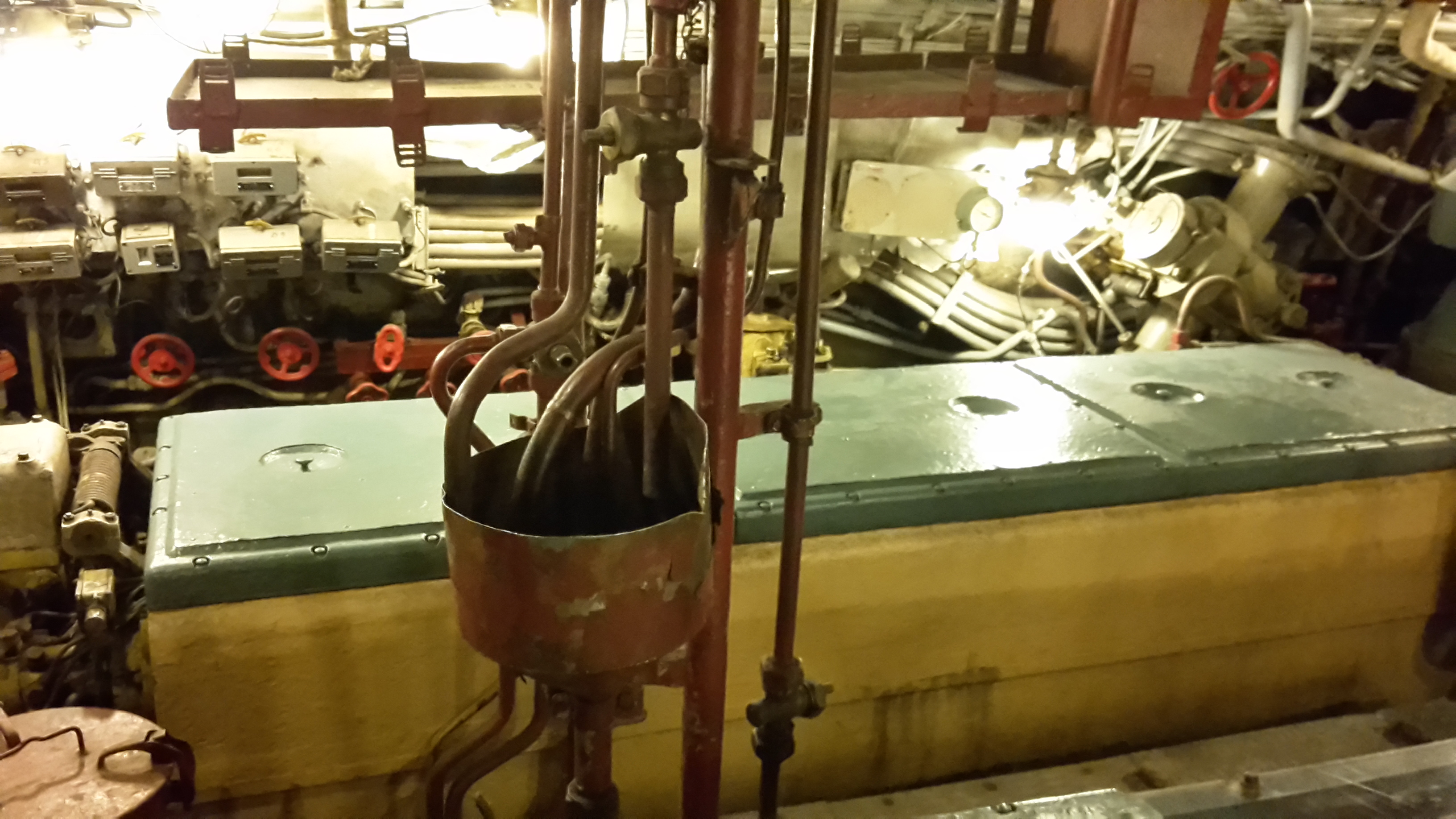
Salledes machines